# Molokai

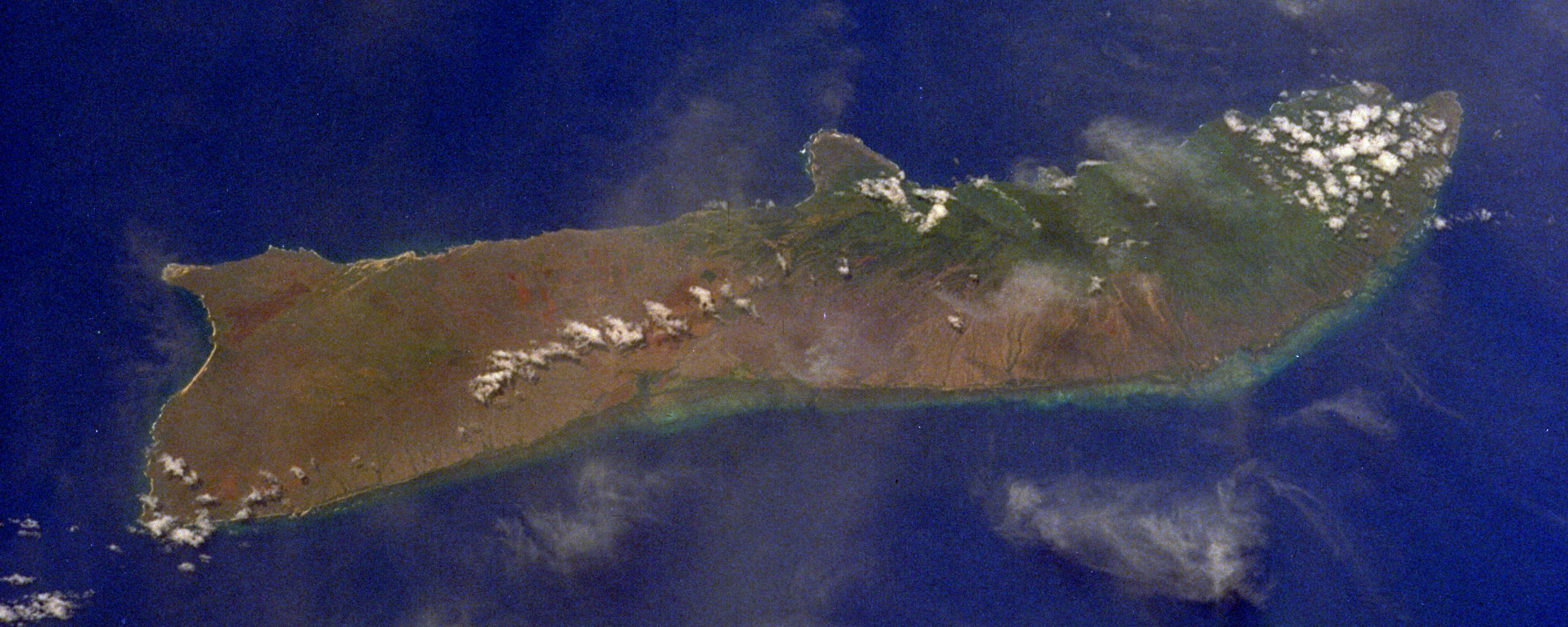
Molokai

Vị trí Molokai

Molokaʻi hay Molokai (phát âm /ˈmɒləkaɪ/ trong tiếng Anh và (ˈmoloˈkɐʔi) trong tiếng Hawaii là một hòn đảo ở quần đảo Hawaii. Hòn đảo có kích thước dài 61 km và rộng 16 km (38 by 10 mi) với tổng diện tích là 673,40 kilômét vuông (260,00 dặm vuông Anh), đây là hòn đảo lớn thứ 5 tại Hawaii và thứ 27 tại [[Hoa Kỳ.. Đảo nằm ở phía đông của Oʻahu cách 40-km (25 mi) và ở phía bắc của đảo Lānaʻi. Ban đêm anh sáng từ Honolulu có thể được nhìn thấy từ phía tây của Molokaʻi, trong khi các đảo gần đó là Lānaʻi và Maui có thể quan sát rõ ràng từ bất cứ nơi nào dọc theo bờ biển phía nam của hòn đảo. Điểm cao nhất là Kamakou ở Đông Molokaʻi có độ cao 1.512 mét (4.961 ft)
Molokaʻi là một phần của bang Hawaiʻi và nằm ở Quận Maui, ngoại trừ bán đảo Kalaupapa, được quản lý bởi Quận Kalawao. Dân số của đảo là 7404 người (năm 2000).

## Thị trấn và làng

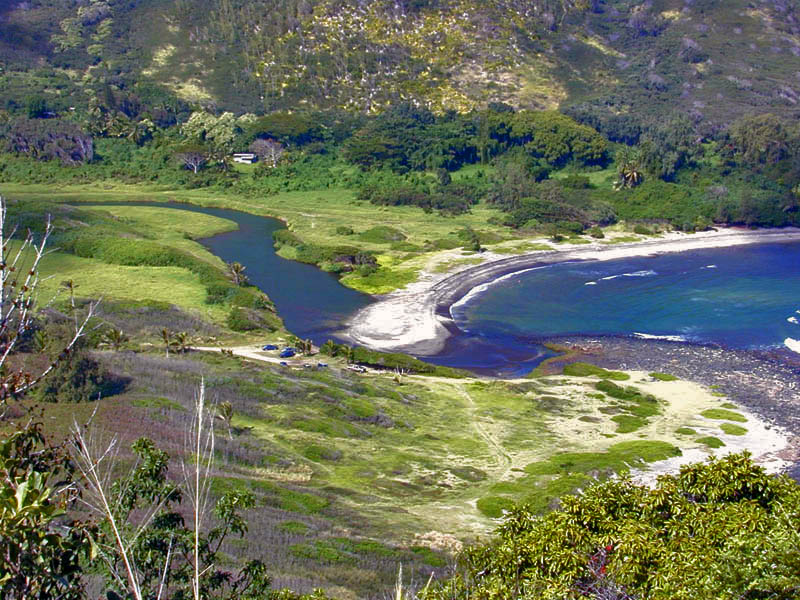
Halawa, cực đông của đảo

- Kaunakakai
- Kualapuu
- Maunaloa
- Kalaupapa